# Allen (Samar do Norte)
Allen é um município de  quinta classe de renda municipal (d) na província Samar do Norte, nas Filipinas. De acordo com o censo de 1 de maio  de  2020 possui uma população de 25 228 pessoas e 6 045 domicílios.